# Колонна Орла
Коло́нна Орла́ — архитектурное сооружение в Дворцовом парке Гатчины. Один из самых ранних объектов парка, возведена по проекту, предположительно, итальянского архитектора А. Ринальди в начале 1770-х годов, в период, когда Гатчина принадлежала графу Г. Г. Орлову. Представляет собой мраморную колонну на высоком четырёхгранном пьедестале, оформленную в соответствии с канонами классицизма. Её вершину венчает скульптура орла.
Колонна в настоящее время составляет единый ансамбль с Павильоном Орла, построенным в те годы, когда Гатчиной владел наследник престола великий князь Павел Петрович. Монумент неоднократно реставрировался. Он является объектом культурного наследия России федерального значения в категории памятников градостроительства и архитектуры.
Выдвигаются разные объяснения орлиной символики данного сооружения. Колонну и Павильон объединяет легенда, согласно которой Григорий Орлов либо Павел I произвёл удачный выстрел в пролетавшего орла и в память об этом были воздвигнуты обе постройки. Колонна называется памятником роду Орловых, орёл на её вершине трактуется как геральдическая фигура. Колонна и Павильон Орла также могут рассматриваться в рамках единой смысловой конструкции из масонских символов (одним из которых является орёл), сформированной в павловское время и отчасти связанной с воплощением идеи Великого Архитектора.

## История
Колонна Орла считается одним из старейших парковых сооружений Дворцового парка Гатчины. Она была установлена в парке ещё в те времена, когда усадьбой владел граф (позднее — светлейший князь) Г. Г. Орлов. К 1783 году, к моменту, когда скончался Григорий Орлов, Гатчина была выкуплена в казну и подарена Екатериной II наследнику престола великому князю Павлу Петровичу, Колонна Орла относилась к числу немногих значительных объектов гатчинского парка, по данным такого источника как «Юрнал береговой описи» штурмана А. П. Крыласова, — наряду с Чесменским обелиском и Восьмигранным колодцем. В орловский период в парке было сравнительно мало архитектурных сооружений, и это в принципе было характерной особенностью пейзажных парков середины XVIII века.

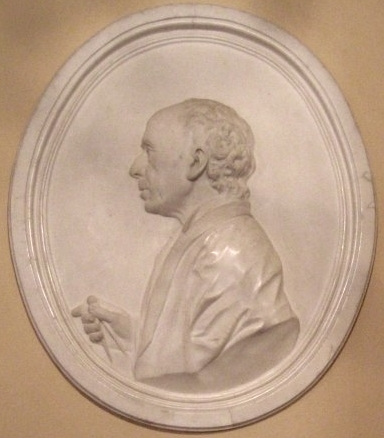
А. Ринальди. Барельеф Ф. И. Шубина в Проходной Ринальди Большого Гатчинского дворца

Колонна была воздвигнута в 1770-х годах. Её формы и материал отличаются от более поздних построек павловского времени. Она была изготовлена в мастерских Конторы строения Исаакиевского собора в Санкт-Петербурге и перевезена сначала в Царское Село. Как установил искусствовед А. Н. Петров, в середине июня 1770 года пьедестал и колонна, «со всем принадлежащим к ней мраморным же прибором в три поездки на семидесяти семи лошадях», были доставлены из Царского Села в Гатчину. Оригинальный чертёж Колонны Орла, который содержал бы имя автора проекта, не сохранился, однако исследователями архитектуры автором сооружения считается итальянский архитектор Антонио Ринальди. Этот вывод базируется на анализе композиции произведения и характера прорисовки его деталей.
Мраморная скульптура орла, установленная на вершине колонны, возможно, была привезена из Италии. Известно, что для графа Орлова бывшим директором Академии художеств И. И. Шуваловым были куплены и отправлены в августе 1769 года из Чивитавеккьи в Петербург «двенадцать новейших бюстов Цезарей в ящиках, античный мраморный орёл и древнее вооружение». Бюсты оказались на открытой колоннаде восточного полуциркуля Большого Гатчинского дворца, предметы вооружения пополнили коллекцию оружия Орлова во дворце. Можно предположить, что и мраморная фигура орла попала в Гатчину, увенчав колонну в парке.

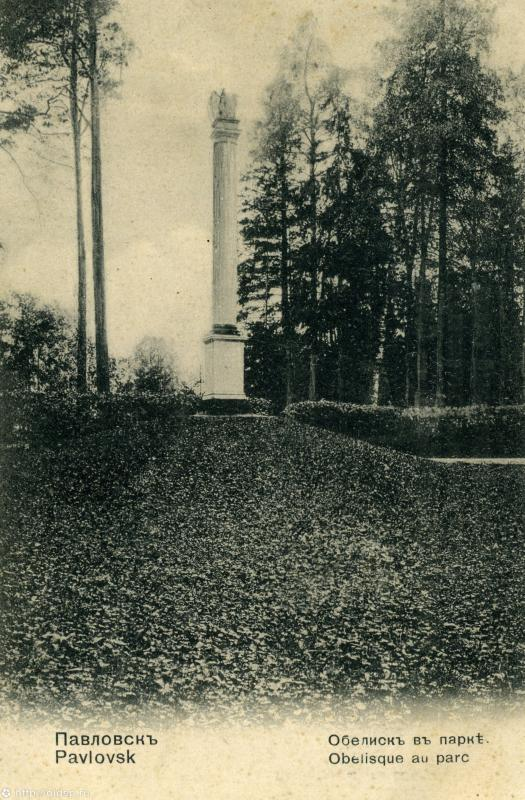
Колонна Орла. Почтовая открытка 1900 года с загадочной надписью «Павловск», (в Павловском парке поныне существует похожая колонна "Конец Света" без фигуры орла, приписываемая Ч.Камерону)

Эта скульптура не обязательно являлась подлинным произведением античной эпохи. Орёл мог быть копией с антика, либо же был просто представлен Шувалову как античный подлинник, не являясь таковым на самом деле (подобным образом Шувалов был обманут, например, при покупке скульптурной группы «Амур и Психея», находившейся на Острове Любви в Дворцовом парке). Орлы, похожие на гатчинского, украшают входы на территорию парка виллы Боргезе в Риме.
В 1790-х годах Колонна Орла была объединена в рамках одного паркового ансамбля с вновь построенным архитектурным сооружением — Павильоном Орла, возведённым на Длинном острове, по одним данным, в 1792 году, по другим — в 1793—1796 годах. Объекты были связаны друг с другом не только композиционным сходством, но и визуальной перспективой, предусмотренной, по некоторым сведениям, ещё при Орлове. «С длинного острова от места, где позже был построен Павильон орла, виден через лес в прорубленном пришпекте столб, на расстоянии около полуверсты», — написано в «Юрнале» Крыласова (согласно Д. А. Кючарианц).
К середине следующего столетия колонна уже находилась в достаточно ветхом состоянии. В 1858—1860 годах она была «по негодности уничтожена» и заменена новой, сделанной по образцу ранее существовавшей, но в значительно уменьшенном размере судя по размерам орла, относительно диаметра колонны на старых картинах Щедрина. Так же заметно, что новая  колонна была поставлена гораздо далее вглубь парка, ближе к Сильвийским воротам на продолжение оси главной просеки парка Сильвии и  дальше от Павильона Орла и воды, а так же она  была установлена на новом месте уже без высокой насыпи под ней. Фигура орла, снятая с прежнего монумента, вновь была поставлена на вершине колонны. Это изваяние было разбито либо в годы Гражданской войны, либо в период Великой Отечественной войны.

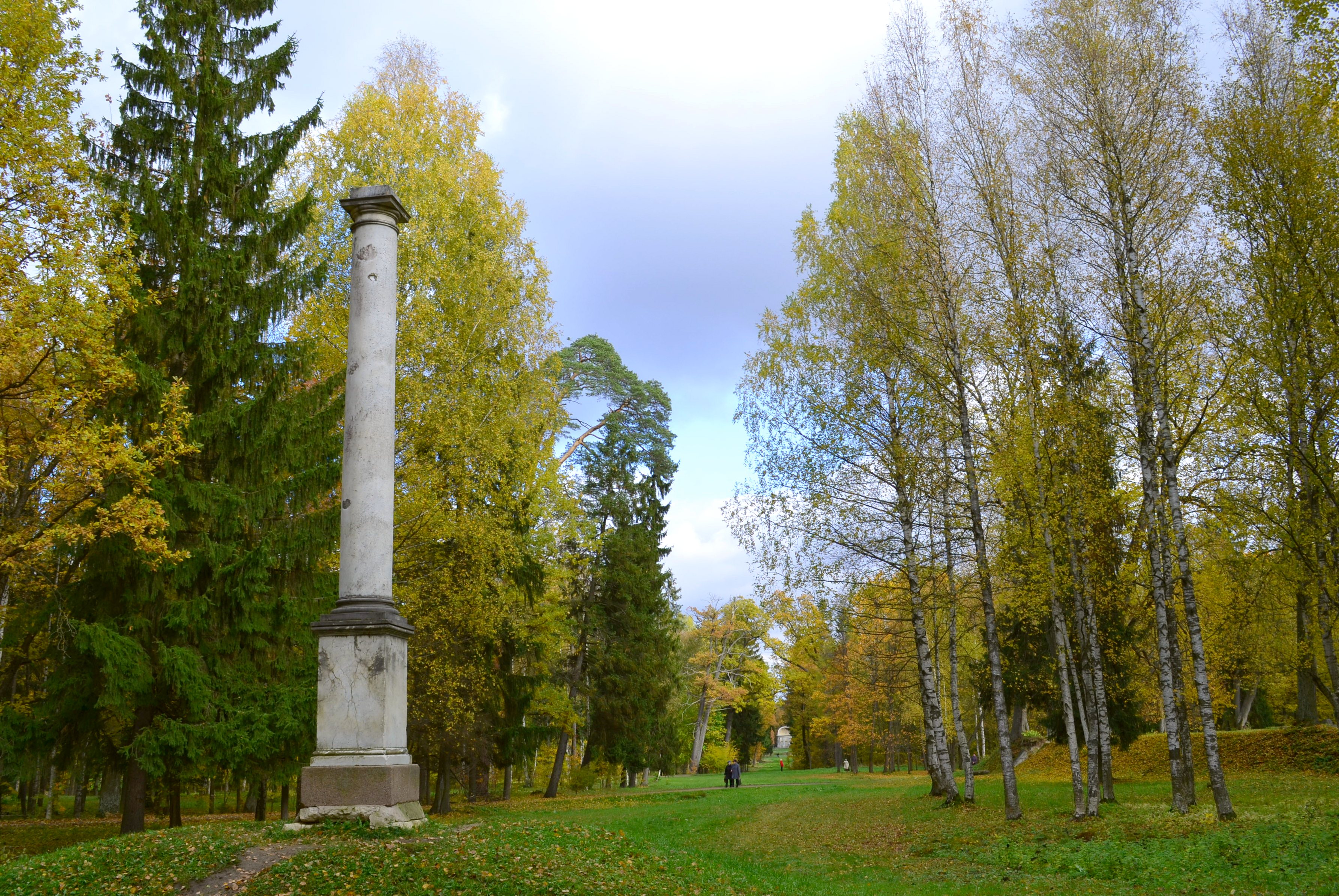
Колонна Орла без его фигуры и просека к Павильону Орла, который почти не виден вдали

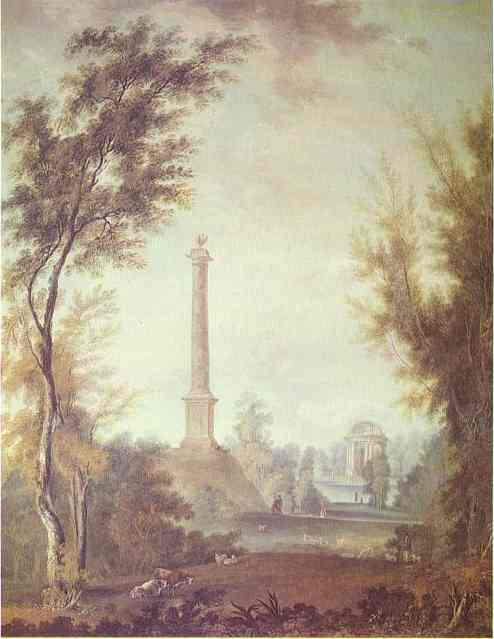
Колонна в старом большом размере на старом месте на большой насыпи неподалёку от Павильона Орла на акварели кисти Семёна Щедрина 1797 года (т.е. как раз "около полверсты" согласно записи в "Юрнале" Крыласова, к тому же, именно для доставки такой первоначальной огромной колонны и понадобились «три поездки на семидесяти семи лошадях»). Обратите внимание под каким углом к фасаду Павильона Орла находилось местоположение колонны

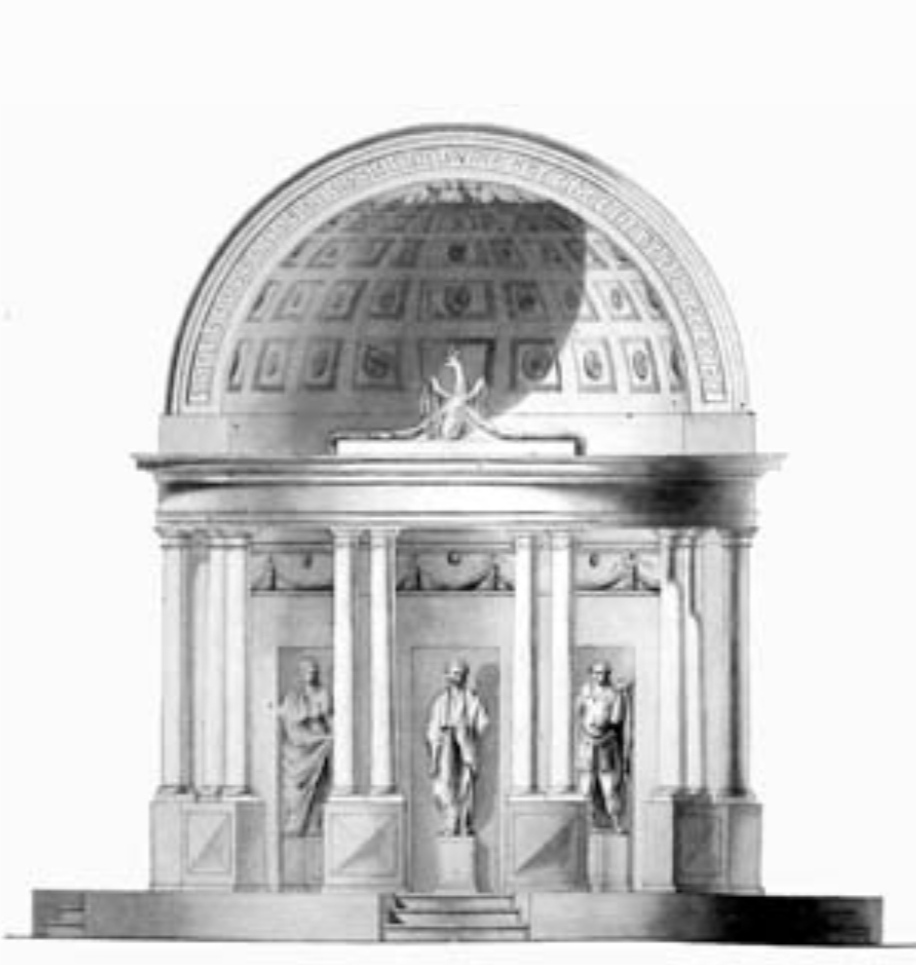
"Темпль" (т.е. Храм), он же позднее стал называться по повелению Николая I "Круглая Беседка", а ещё позднее превратился в "Павильон Орла"

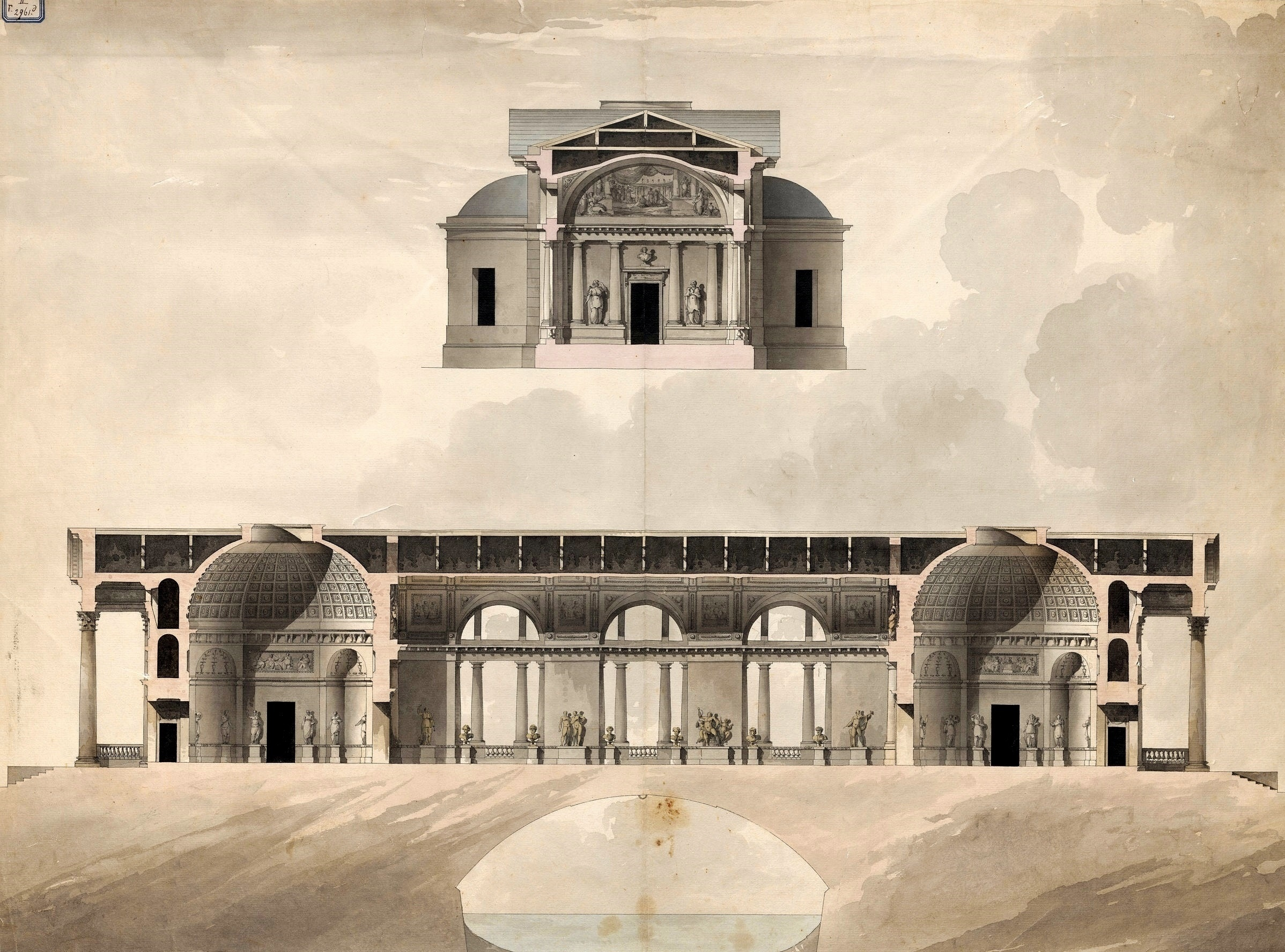
Проект ещё двух похожих павильонов "на мосту
супротив плотины" в гатчинском парке, выполненный Кваренги

В августе 1960 года Колонна Орла была взята под охрану постановлением Совета министров РСФСР. Колонна, значительно повреждённая во время войны, нуждалась в реставрации, и в 1962 году архитектором Т. Талент был разработан первый проект реставрации, а в 1969 году архитектором В. М. Тихомировым — второй проект. Реставрационные работы, начавшиеся по инициативе главного хранителя Дворцового парка А. С. Ёлкиной, были завершены в 1971 году. Статуя орла, венчавшая колонну, по сохранившимся фрагментам была воссоздана из гипса скульптором-реставратором А. В. Головиным (или Головкиным). Им же в 1973 году была выполнена мраморная копия этой скульптуры.
В 1980-х годах колонна была повреждена вандалами, от камней пострадал её ствол, был разбит гипсовый орёл. К началу XXI века её состояние было уже аварийным. Летом 2015 года была проведена новая реставрация. Изваяние, находившееся на вершине колонны, было восстановлено и оставлено в фондах музея-заповедника «Гатчина», вместо него была установлена копия из искусственного камня. Колонна Орла является объектом культурного наследия России федерального значения в категории памятников градостроительства и архитектуры.

## Описание

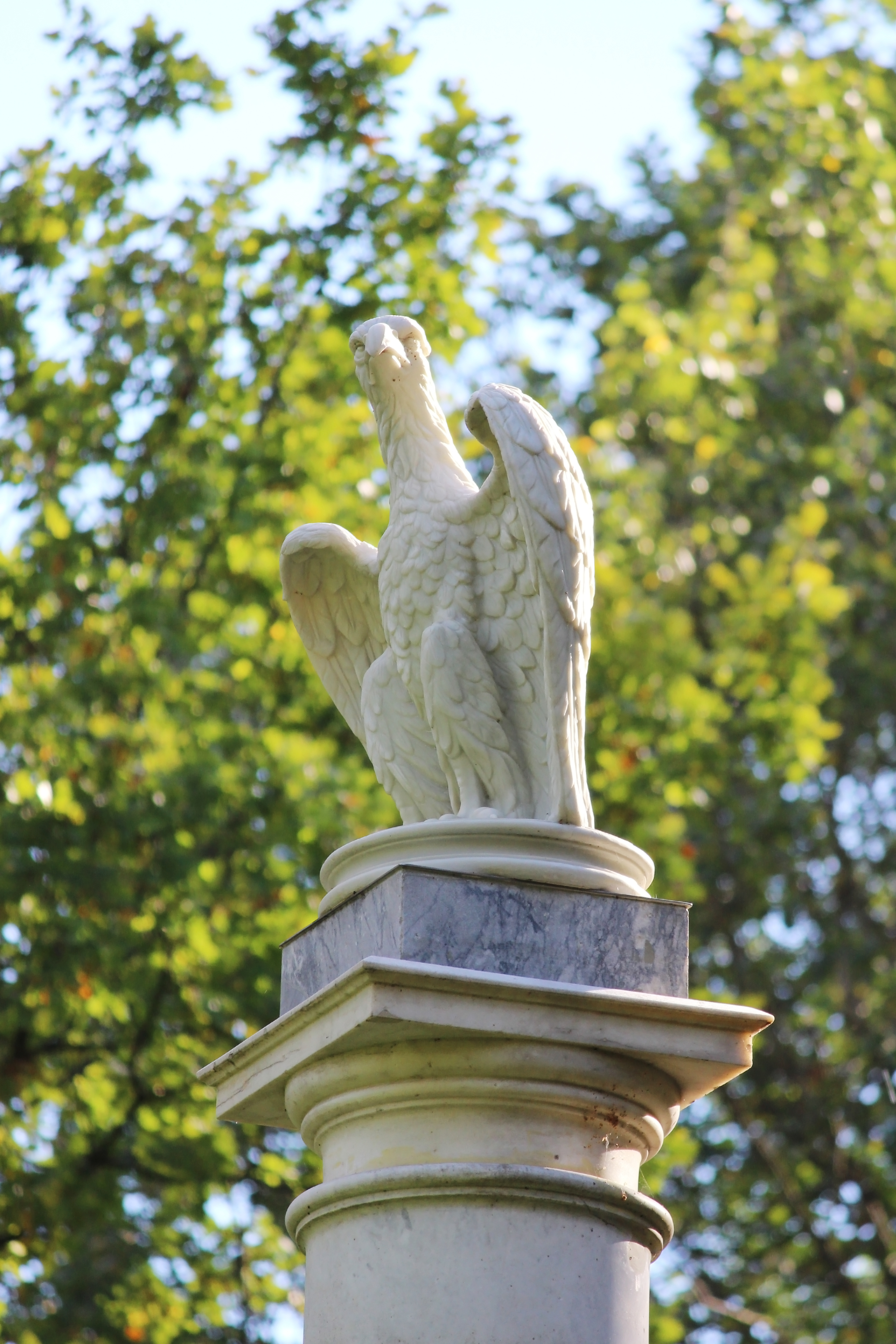
Колонна Орла, верхняя часть, после реставрации. Фото 2016 года

Достопримечательность ныне расположена недалеко от Амфитеатра у места пересечения аллей, огибающих его, и прямой дорожки, ведущей в парк Сильвию через Сильвийские ворота. Являясь одним из архитектурных акцентов этой части Дворцового парка, вертикальная колонна со стройным силуэтом контрастирует с соседними сооружениями — приземистыми Лесной оранжереей и круглым в плане Амфитеатром. Идея чередования объектов разного масштаба и объёма дополняется колористическим контрастом. Фактура и цвет белого мрамора отличают колонну в сравнении с серебристо-серыми стенами оранжереи, сложенными из квадров пудостского камня, и зелёным дёрном склонов Амфитеатра. Таким образом, если эти два сооружения сливаются с окружающим пейзажем, то Колонна Орла выделяется на фоне крон деревьев, что подчёркивает её триумфальный характер.
В объёмно-пространственной композиции этого района Дворцового парка колонна выступает завершающим аккордом. Находясь у ворот и стены, отделяющих Английский сад (пейзажную часть Дворцового парка) от Сильвии, Колонна Орла, возможно, отмечала границу сада. Одновременно она служит и связующим звеном двух парков, настолько органично связанных своей планировкой, что, например, в XIX веке парк Сильвия считался частью Дворцового. От Сильвийских ворот расходятся лучи трёх основных аллей Сильвии. Беломраморный столб, хорошо различимый в проёме ворот, замыкает их сходящиеся перспективы.
Длинная прямая просека среди тёмно-зелёных елей протянулась от Колонны Орла к берегу Белого озера. Таким образом, видовая ось соединяет колонну на левобережье озера с Павильоном Орла, расположенным на берегу Длинного острова посреди водоёма. Композиционное единство получившегося ансамбля достигается за счёт использования в обоих сооружениях тосканского ордера и похожего скульптурного декора (то есть, изображений орлов).
Колонна стоит справа от дороги, идущей к Сильвийским воротам, в центре поляны, на невысоком искусственном насыпном холме. На гранитном четырёхгранном основании со стороной в виде прямоугольника покоится высокий мраморный пьедестал c профилировками. Ствол колонны вытесан из белого с прожилками мрамора и оформлен в соответствии с канонами римско-дорического либо тосканского ордера. Общая высота объекта — 6,4 м, диаметр ствола — 50 сантиметров. Колонна Орла — типичное произведение в стиле классицизма, все пропорции которого исполнены по образцам античной архитектуры.
Над абакой капители колонны на небольшом постаменте установлена скульптура одноглавого орла c опущенными крыльями. Они слегка раскрыты, как будто орёл готовится взлететь. Его голова повёрнута в сторону, взгляд устремлён вдаль. Всему сооружению, благодаря верно найденным соотношениям высоты и объёмов разных его частей, присущи лёгкость, горделивость, триумфальность.

## Трактовка орлиной символики

### Легенда о выстреле

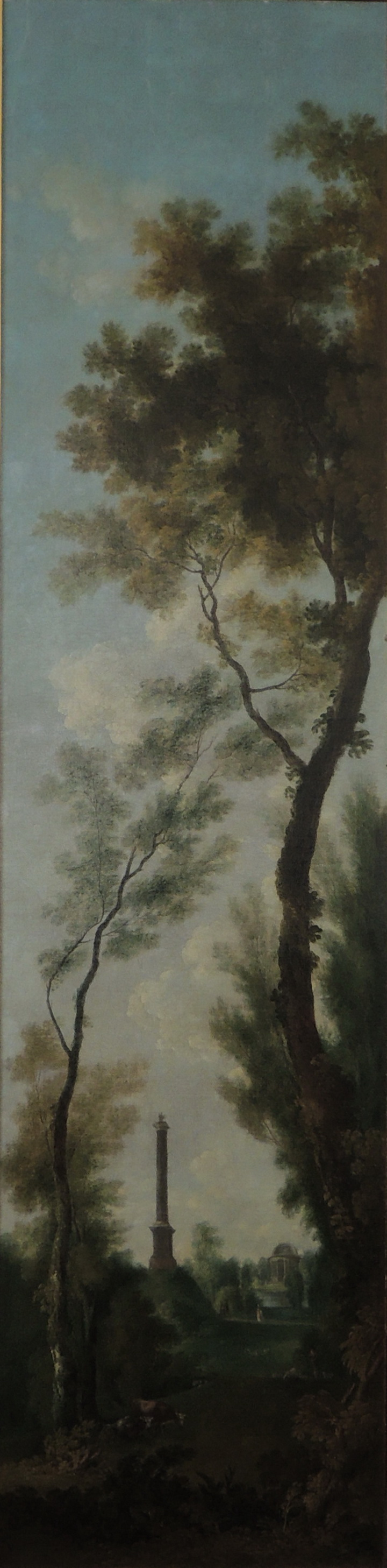
С. Ф. Щедрин. Колонна Орла и Павильон Орла

Существует популярная легенда, объединяющая Колонну Орла и Павильон Орла. Согласно ей, однажды император Павел I, стреляя оттуда, где был построен Павильон, подстрелил орла. Колонну же установили там, где сидела или упала убитая птица. Искусствовед С. Н. Казнаков писал: «Равнодушие к охоте не помешало, однако, Павлу Петровичу воздвигнуть… обелиск на месте, куда упал пристреленный им однажды орёл». В свою очередь, художник, архитектор и историк искусства Н. Е. Лансере писал о том же: «Этот небольшой павильон, называемый Темпль, построен будто бы на том месте, откуда Павел собственноручно убил орла, орёл же сидел там, где теперь стоит мраморная колонна с бронзовым орлом». В 1940 году в своей книге о Гатчине легенду воспроизвёл и сотрудник Гатчинского дворца-музея А. В. Помарнацкий.
Более ранний вариант легенды, записанный в 1810-х годах, приписывал удачный выстрел Григорию Орлову. Немецкий путешественник Христиан Мюллер, описывая гатчинский парк в книге «Картина Петербурга или письма о России, написанные в 1810, 1811 и 1812 году», изданной в Париже в 1814 году (французский перевод немецкого издания 1813 года), рассказывал:
«Мы объезжаем озеро, поворачивая вправо, и через некоторое время подплываем к мраморной ротонде, купол которой срезан наполовину, как анатомический череп. Напротив, по ту сторону озера на открытом месте, покрытом дёрном, вы замечаете колонну, увенчанную фигурой орла, установленную в память того, что Орлов выстрелил, как говорят, от этой ротонды в живого орла. Это вымысел здоровых глаз. Верится в это ещё меньше, так как расстояние составляет, несомненно, более 450 шагов».
Тот факт, что Колонна Орла на самом деле появилась в Гатчине в начале 1770-х годов, ещё при Орлове, опровергает версию легенды, где главным действующим лицом выступает Павел. К тому же, император не был достаточно искусным стрелком. Тот факт, что Павильон Орла был воздвигнут в павловское время, не позволяет считать героем легенды Г. Г. Орлова. Наконец, орлы в принципе не водились в Гатчине, а расстояние между двумя сооружениями слишком велико даже для хорошего стрелка. Возможно, легенда возникла в качестве попытки обосновать значение орла как символического покровителя данной местности или же с целью замаскировать тот смысл, что вкладывался в символику двух парковых объектов изначально.

### Геральдический смысл

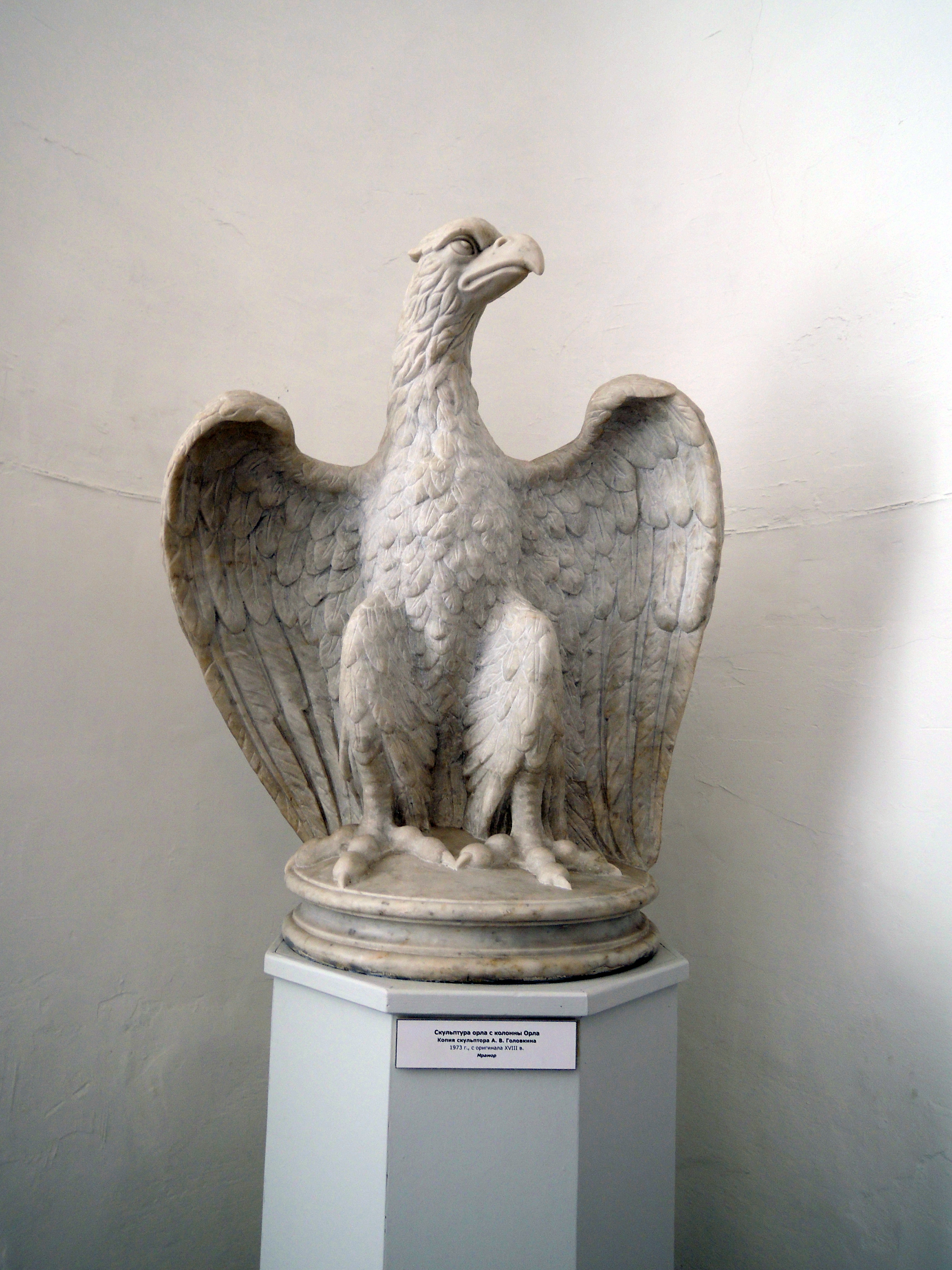
Скульптура орла с вершины колонны. Копия 1973 года в собрании ГМЗ «Гатчина»

Орёл, венчающий колонну, может трактоваться как фигура с геральдическим смыслом. Известно, что изображение орла входило в герб Орловых. Кроме того, орёл как аллегорический символ, прославляющий род Орловых, мог быть выбран просто по созвучию с фамилией. Эта аллегория обыгрывалась ещё при жизни Григория Орлова: «Блажен родитель твой, таких нам дав сынов, Не именем одним, но свойствами Орлов» (М. В. Ломоносов, поздравительное письмо от 19 июля 1764 года на возвращение Г. Г. Орлова из поездки с императрицей Екатериной II в Эстляндию и Лифляндию).
Таким образом, Колонна Орла — типичное украшение романтического парка — рассматривается и как памятник семье Орловых, в котором в том числе важны характеристики аллегорического орла (приписываемые этому символу ещё с античности сила и могущество, моменты, связанные с орлом как воинским знаком). Исследователи Д. А. Кючарианц и А. Г. Раскин считали, что памятник, присланный в Гатчину из Царского Села в те дни, когда Григорий Орлов ещё был фаворитом Екатерины, а его брат Алексей Орлов командовал русским флотом в морской экспедиции против турок во время русско-турецкой войны, являлся своего рода «отличительным пожалованием» тогдашнему владельцу Гатчины, имевшим то же значение, что и титулы или ордена.
По мнению историка М. М. Сафонова (Санкт-Петербургский институт истории РАН), изваяние на колонне не обязательно должно было символизировать фамилию Орловых. Главным аргументом в пользу подобной идеи является тот, что при Павле, ненавидевшем братьев, фамильный памятник не только не был уничтожен, но и был вписан в ансамбль с Павильоном Орла, который явным образом прославлял нового императора и с которым колонна, возможно, также была связана своей символикой.

### Масонский символ
Согласно одной из точек зрения, Колонна и Павильон Орла, составившие единый комплекс, объединены лишь визуальной осью и вышеприведённой легендой. Это разновременные сооружения, имеющие, к тому же, разное смысловое назначение. Если на вершину колонны орёл попал с герба Орловых, то Павильон Орла связан с идеей императорской власти Павла I — над центральным проёмом колоннады, на антаблементе, была помещена несохранившаяся статуя орла в императорской короне(восстановлена в 2023). В когтях этот орёл держал щит с вензелем Павла.

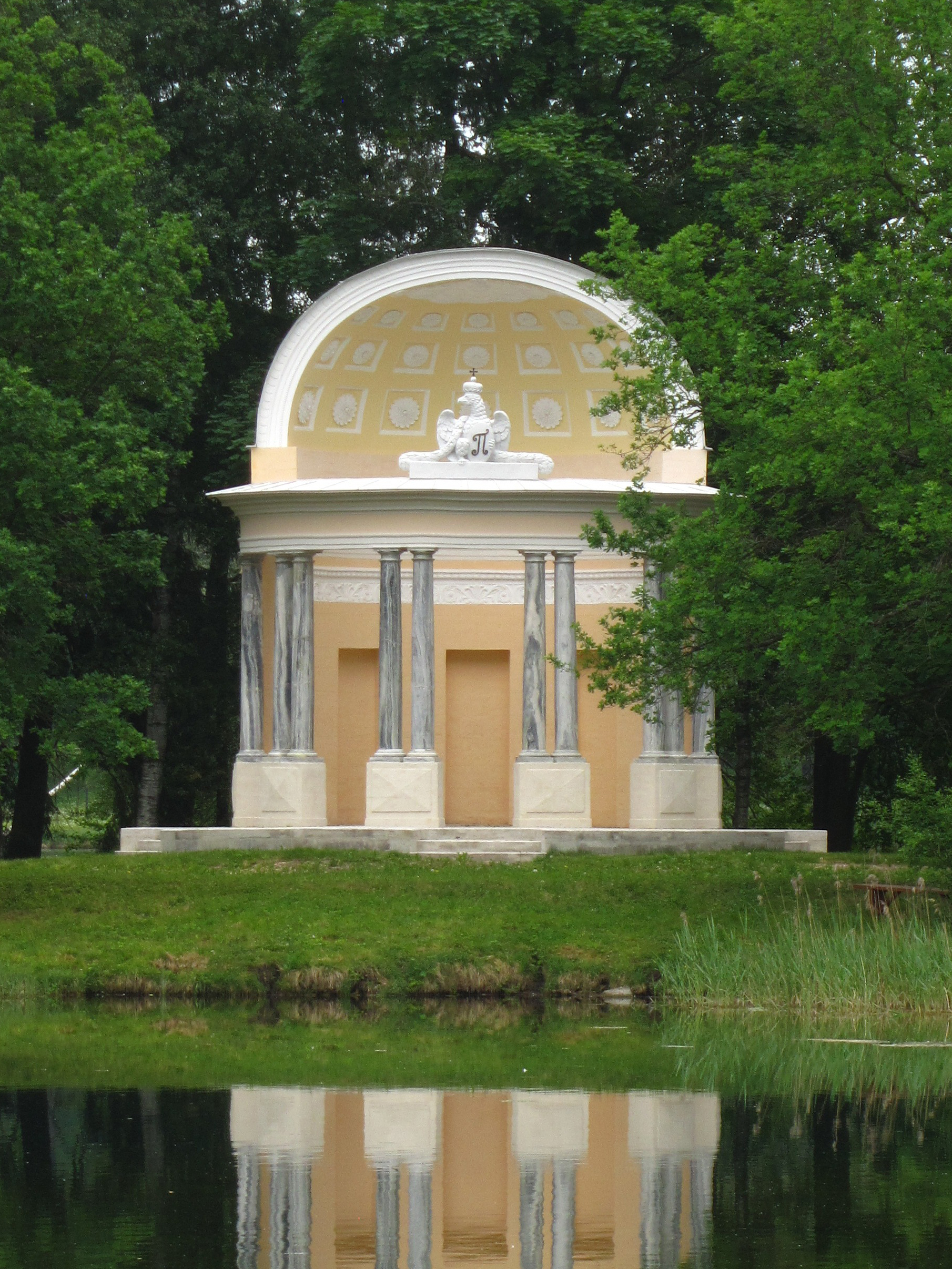
Павильон Орла

Павильон Орла изначально (вплоть до указа Николая Первого о его переименовании в "Круглую беседку") носил название Темпль, от фр. temple — храм, и в этом отношении рассматривается как своеобразное святилище. Возможно, трактовка данного сооружения в качестве храма была обусловлена тем, что Павел I являлся с 1799 года великим магистром Мальтийского ордена, либо же павильон изначально мыслился как храм искусств под покровительством императора, но его оформление не было завершено.
Согласно другой точке зрения, отстаиваемой, в частности, М. М. Сафоновым, Темпль имеет признаки масонской символики. По данным Д. Лигу, важным символом, распространённым, например, среди розенкрейцеров, был как раз орёл. В архитектуре павильона Сафонов находит и другие элементы, свидетельствующие о его масонском характере. Следовательно, Темпль — масонский храм, созданный во славу масонского царя (Великого Архитектора).
В рамках этой концепции связь Колонны и Павильона Орла не случайна, напротив, она конструировалась сознательно при строительстве последнего. Более того, она закреплялась в других произведениях изобразительного искусства (Сафонов в качестве примера называет панно с изображением колонны на переднем плане и павильона на заднем, висевшее в Малиновом кабинете во дворце в Павловске).
Орёл на вершине колонны, по Сафонову, имеет смысл как масонский символ. Поэтому в павловский период он не был убран, но, наоборот, был объединён в единую смысловую конструкцию с орлом Темпля. Просека от монумента, ведущая к Павильону Орла, ориентирована на восток, что могло олицетворять значение этой части света в картине мира масонов. По мнению историка, скульптура орла с самого момента постройки сооружения воплощала масонские идеи, а не была геральдической фигурой, так как Григорий Орлов тоже был масоном (он вступил, как утверждается, в одну из иностранных лож в Кёнигсберге во время Семилетней войны). Соответственно, и в герб графов Орловых одноглавый орёл мог быть включён уже с масонскими коннотациями (братья получили графский титул 22 сентября 1762 года, когда Григорий уже состоял в ложе).